# Tildrakizumab
Le tildrakizumab est un médicament utilisé dans le traitement du psoriasis.

## Mode d'action
Il agit en bloquant l'interleukine-23, une cytokine .

## Usage médical
Le tildrakizumab est un anticorps monoclonal utilisé pour traiter le psoriasis en plaques . Au Royaume-Uni, son utilisation n'est recommandée qu'en cas de maladie grave n'ayant pas répondu à d'autres traitements . Le médicament est administré par injection sous la peau.

## Effets secondaires
Les effets secondaires les plus fréquents sont les douleurs dorsales, les maux de tête, les infections ou les nausées. D'autres effets secondaires sont l'œdème de Quincke ou la douleur au point d'injection. L'utilisation dans les mois précédant la grossesse et pendant la grossesse n'est pas recommandée.

## Histoire
Le tildrakizumab a été approuvé pour un usage médical aux États-Unis et en Europe en 2018  ,. Au Royaume-Uni, il coûte au NHS environ 3 250 livres sterling par dose à partir de 2021 . Ce montant aux États-Unis coûte environ 15 300 dollars américains .